# Gærum Kirke
Gærum Kirke er beliggende ca. otte kilometer sydvest for Frederikshavn i den sydvestlige udkant af Gærum.
Kirken er bygget omkring år 1100.

## Eksterne kilder og henvisninger
- Wikimedia Commons har flere filer relateret til Gærum Kirke
- Gærum Kirke Arkiveret 31. januar 2011 hos  Wayback Machine hos nordenskirker.dk
- Gærum Kirke hos KortTilKirken.dk